# (10225) 1997 VQ1
1997 في كيو 1 (ويعرف أيضًا باسم (10225) 1997 في كيو 1 وفق تسمية الكوكب الصغير) (بالإنجليزية: 1997 VQ1)‏ هو كويكب ضمن حزام الكويكبات؛ وترتيبه 10225 من حيث الاكتشاف.
اكتُشف هذا الجُرم الفلكي بواسطة هيروشي كانيدا في 1 نوفمبر 1997.

## وصلات خارجية
- (10225) 1997 VQ1 في قاعدة بيانات مختبر الدفع النفاث لأجرام النظام الشمسي الصغيرة

- الاكتشاف · مخطط المدار ·  العناصر المدارية · المعلمات المادية

- (10225) 1997 VQ1 على موقع ويكي سكاي: DSS2, SDSS, GALEX, IRAS, Hydrogen α, X-Ray, Astrophoto, Sky Map, Articles and images